# Federación Europea de Hockey
La Federación Europea de Hockey (EHF) es la organización europea que se dedica a regular las normas del hockey hierba a nivel continental, así como de celebrar periódicamente competiciones y eventos. Es una de las cinco organizaciones continentales que conforman la Federación Internacional de Hockey.
Tiene su sede en Bruselas (Bélgica) y cuenta, en 2016, con la afiliación de 43 federaciones nacionales. La presidenta desde el año 2011 es Marijke Fleuren.

## Historia
La EHF fue fundada el año 1969 en Budapest por representantes de 8 federaciones nacionales: Dinamarca, Finlandia, Francia, Noruega, Países Bajos, Polonia, Suecia y Suiza.

## Organización
La estructura jerárquica de la federación está conformada por el presidente, el secretario general y los vicepresidentes, el Congreso (efectuado cada dos años), el cuerpo ejecutivo y los comités técnicos.

### Presidentes
| N.º | Periodo     | Nombre            | País         |
| --- | ----------- | ----------------- | ------------ |
| 1   | 1969 – 1973 | Pablo Negre       | España       |
| 2   | 1974 – 2003 | Alain Danet       | Francia      |
| 3   | 2003 – 2008 | Leandro Negre     | España       |
| 4   | 2008 – 2011 | Martin Gotheridge | Inglaterra   |
| 5   | 2011 – 2022 | Marijke Fleuren   | Países Bajos |
| 6   | 2022-       | Marcos Hofmann    | España       |

### Estados miembros
En 2016 la EHF cuenta con la afiliación de 43 federaciones nacionales de Europa.
| N.º | País            | Federación                          | Página web                                               |
| --- | --------------- | ----------------------------------- | -------------------------------------------------------- |
| 1   | Alemania        | Deutscher Hockey-Bund               | Archivado el 7 de enero de 2008 en Wayback Machine.      |
| 2   | Armenia         | Hockey Federation of Armenia        |                                                          |
| 3   | Austria         | Osterreichischer Hockey Verband     |                                                          |
| 4   | Azerbaiyán      | Azerbaijan Hockey Federation        |                                                          |
| 5   | Bielorrusia     | Belarusian Hockey Federation        |                                                          |
| 6   | Bélgica         | Association Royale Belge de Hockey  |                                                          |
| 7   | Bulgaria        | Bulgarian Hockey Federation         |                                                          |
| 8   | Croacia         | Hrvatski hokejski savez             |                                                          |
| 9   | Chipre          | Cyprus Hockey Association           |                                                          |
| 10  | Dinamarca       | Dansk Hockey Union                  | Archivado el 14 de diciembre de 2018 en Wayback Machine. |
| 11  | Escocia         | Scottish Hockey Union               |                                                          |
| 12  | Eslovaquia      | Slovenský zväz pozemného hokeja     |                                                          |
| 13  | Eslovenia       | Slovenian Hockey Federation         |                                                          |
| 14  | España          | Real Federación Española de Hockey  |                                                          |
| 15  | Estonia         | Estonia Hockey Federation           |                                                          |
| 16  | Finlandia       | Suomen Hockeyliitto                 |                                                          |
| 17  | Francia         | Fédération Française de Hockey      |                                                          |
| 18  | Gales           | Welsh Hockey Union                  |                                                          |
| 19  | Georgia         | Georgian Field Hockey Federation    |                                                          |
| 20  | Gibraltar       | Gibraltar Hockey Association        |                                                          |
| 21  | Grecia          | Hellenic Hockey Federation          |                                                          |
| 22  | Hungría         | Magyar Gyeplabda Szakszövetség      |                                                          |
| 23  | Inglaterra      | England Hockey                      |                                                          |
| 24  | Irlanda         | Irish Hockey Association            |                                                          |
| 25  | Israel          | Israel Hockey Association           |                                                          |
| 26  | Italia          | Federazione Italiana Hockey         |                                                          |
| 27  | Letonia         | Latvian Hockey Federation           |                                                          |
| 28  | Lituania        | Lietuvos žolės riedulio federacija  |                                                          |
| 29  | Luxemburgo      | Hockey Club Luxembourg              |                                                          |
| 30  | Malta           | Hockey Association Malta            |                                                          |
| 31  | Moldavia        | Field Hockey Federation of Moldavia |                                                          |
| 32  | Noruega         | Norges Bandyforbund                 |                                                          |
| 33  | Países Bajos    | Koninklijke Nederlandse Hockey Bond |                                                          |
| 34  | Polonia         | Polski Związek Hokeja na Trawie     |                                                          |
| 35  | Portugal        | Federação Portuguesa de Hóquei      |                                                          |
| 36  | República Checa | Český Svaz Pozemního Hokeje         |                                                          |
| 37  | Rumania         | Federaţia Română de Hochei          |                                                          |
| 38  | Rusia           | Russian Hockey Federation           |                                                          |
| 39  | Serbia          | Serbia Hockey Federation            |                                                          |
| 40  | Suecia          | Svenska Landhockeyförbundet         |                                                          |
| 41  | Suiza           | Swiss Hockey                        |                                                          |
| 42  | Turquía         | Turkish Hockey Federation           |                                                          |
| 43  | Ucrania         | Ukrainian Hockey Federation         |                                                          |

## Competiciones europeas
Selecciones nacionales
- Campeonato Europeo de Hockey sobre Hierba (masculino y femenino)
- Campeonato Europeo de hockey sobre hierba Sub-21 (masculino y femenino)
- Campeonato Europeo de hockey sobre hierba Sub-18 (masculino y femenino)
- Campeonato Europeo de Hockey Sala

Clubes
- Euroliga de hockey hierba masculino
- Euroliga de hockey hierba femenino